# Longinos (centurión)

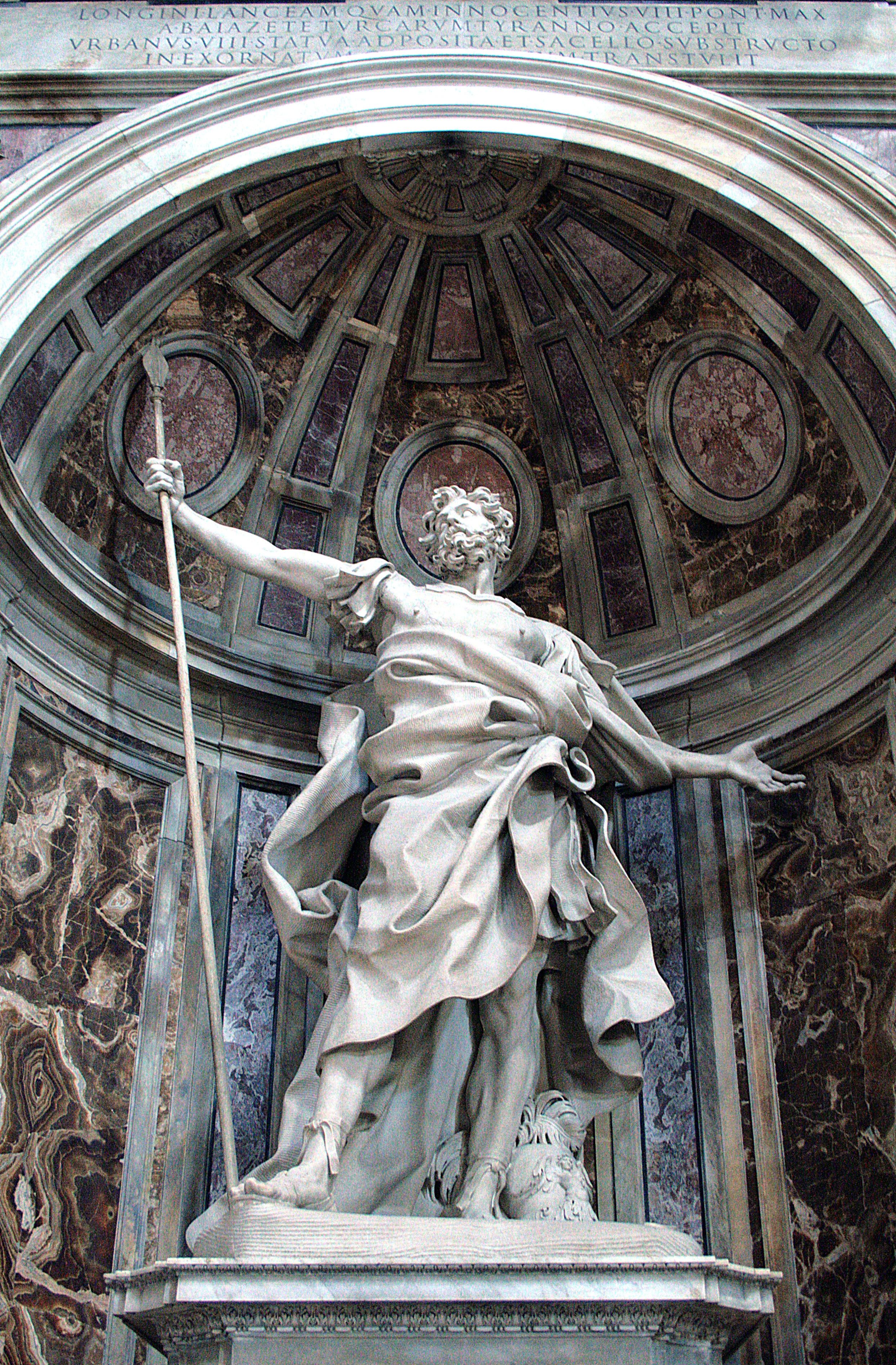
Estatua de Longinos en la Basílica de San Pedro con la Santa Lanza.

Longinos o Longino de Cesarea fue el soldado romano que traspasó el costado del cuerpo de Jesús con su lanza, conocida como la Santa Lanza. Esta persona no recibe ningún nombre en los evangelios que relatan el hecho, pero suele identificarse con el centurión que, ante la muerte de Jesús, exclamara: “En verdad este era el Hijo de Dios”. La historia de Longino se originó en la Baja Antigüedad y el Medievo al agregar datos sobre su vida, su nacimiento en Lanciano (Italia), su conversión al cristianismo y su muerte, hasta llegar a ser considerado un santo por la Iglesia católica y otras comuniones cristianas, conmemorándose la celebración de su santoral el 16 de octubre, aunque siendo anteriormente el 13 de marzo.

## Orígenes del hecho histórico
El Evangelio según Juan menciona que un soldado romano de nombre desconocido, entre los encargados por Pilato de la crucifixión de Jesús, clavó una lanza en el pecho del ajusticiado con el propósito, quizás, de confirmar su deceso. En efecto, en tanto que a los otros dos condenados se les quebraron las piernas para asegurar que muriesen, Jesús ya había muerto, por lo cual “uno de los soldados le abrió el costado con una lanza y, al instante, salió sangre y agua” (Jn. 19:34 versión Reina Valera 1960). Los evangelios sinópticos no registran este suceso, ni los apócrifos más antiguos que se conservan, si bien se menciona a un centurión que comenta el carácter de hijo de Dios del crucificado.
En el escrito apócrifo denominado Evangelio de Nicodemo, unido a las (también apócrifas) Actas de Pilato, aparece por primera vez el nombre de Longino. Sobre el tema, la escritora Sabina Baring Gould comenta: “El nombre de Longino no aparece en autores griegos anteriores al Patriarca Germano, en 715”. Es casi seguro que el nombre es una latinización del griego λόγχη (lonjé), palabra usada por el texto de Juan, y apareció por primera vez en un manuscrito iluminado de la Crucifixión detrás de un lancero. Esta versión siríaca del Evangelio según Juan ilustrada por un tal Rabulas data de 586 y se conserva en la Biblioteca Laurenciana de Florencia; allí se lee en letras griegas la palabra Longinos escrita tal vez en la misma época en que se realizó la figura.
Versiones posteriores de la leyenda de Longino aseguran que no tenía buena visión y que empezó a ver perfectamente al contacto con la sangre del Salvador. También dicen que ayudó a lavar el cuerpo de Jesús después del descenso de la cruz.
El destino de Longino no es seguro, pero fue venerado como mártir. Se ha fijado su muerte en Gabbala (Capadocia). Su cuerpo pasaba por ser hallado en Mantua (Italia) en 1303, junto a la Santa Esponja empapada de la sangre de Cristo. Se le atribuía, extendiendo su papel en el Gólgota, el acercar la esponja a los labios sedientos del Redentor. La reliquia favoreció su culto en el siglo XIII, enlazándose a los romances del Grial y tradiciones locales de milagros eucarísticos. Se erigió una capilla consagrada a San Longino y la Santa Sangre en la iglesia del monasterio benedictino de Santa Andrea, bajo el patronato de los Bonacolsi. En cuanto a las reliquias, se dividieron entre diversos lugares de Europa, Praga entre ellos, y el cuerpo se llevó a la basílica de San Agustín, en Roma. Sin embargo, también en Cerdeña se creía poseer el cuerpo del centurión romano que confesara la divinidad de Jesús.
En la Edad Media y en tiempos posteriores, la lanza de Longino fue un objeto de profundo interés. Se la relacionó con las leyendas del Santo Grial y se especuló con sus poderes ocultos; por ello, algunos la llamaron La lanza del destino.

## Veneración
La Iglesia católica, la ortodoxa y la armenia veneran a Longino como mártir. En el Martirologio Romano se lee: Día 16 de octubre; En Jerusalén, conmemoración de San Longino, quien es venerado como el soldado que abrió el costado del Señor crucificado con una lanza. No se mencionan ni el lugar del martirio ni la fecha. Los armenios lo conmemoran el 22 de octubre. En la basílica de San Pedro de la Ciudad del Vaticano se halla una estatua de Longino esculpida por Bernini. En la misma basílica se conserva el fragmento de una punta de hierro que, según se asegura, pertenece a la Santa Lanza. San Longinos también es el patrono de la ciudad de Vadalcadar, en cuya catedral se encuentran varios vitrales que hacen alusión a la vida del santo.

## En la literatura, en el cine y en el arte
La figura de Longino ha sido muy atractiva para los medios masivos del siglo XX.
Louis de Wohl, conocido por sus "novelas biográficas" de santos y otras personalidades religiosas, dedica una novela entera, La lanza, a Casio Longino, el legionario que clavó su lanza en el costado de Cristo. La novela habla de su vida antes y después del acontecimiento.
Leonard Wibberley retrata a Longino en El centurión (1966) como un veterano de las campañas en Gran Bretaña que busca la ayuda de Jesús cuando su criado cae enfermo de muerte. Sin embargo, eso es imposible porque en los tiempos de Cristo Britania aún no había sido conquistada por los romanos.
Longino es el protagonista, con el nombre de Casca Longinus, de una serie de novelas de Barry Sadler publicadas a partir de 1979. Casca es el soldado que asestó una lanzada a Jesús y, por ello, fue condenado a vagar eternamente por la Tierra hasta la Parusía. Este trasfondo permite que el personaje, siempre un soldado, viva aventuras a lo largo de la historia.
En la película de Irving Pichel de 1939, El gran mandamiento, el actor Albert Dekker protagoniza a un oficial romano que escolta a un recaudador de impuestos de Judea, más tarde se convierte al cristianismo tras haber visto a Jesús en el Gólgota.
George Stevens, en The Greatest Story Ever Told (1965) identifica a Longino con el centurión que confiesa la divinidad de Cristo crucificado, el cameo estuvo a cargo de John Wayne.
La séptima profecía es una película de 1988 que incorpora elementos de la leyenda de Longino y de la del judío errante.
En la película La Pasión de Cristo de Mel Gibson (2004) el centurión Longinus está representado por un romano llamado Casio, que aparece aquí como un simple soldado. Allí se lo retrata de manera bastante positiva, por lo que pregunta quién es María en el Vía Crucis, ayuda a levantarse a Simón de Cirene mientras los otros soldados romanos lo persiguen con fuerza desde la colina, duda en golpear las piernas de Cristo y, por orden de su centurión, atraviesa el costado de Jesús con una lanza, siendo su rostro salpicado por la sangre de dicha herida. Es uno de los pocos romanos, con otro soldado que lo acompaña, y el centurión Abenader (personaje ficticio tomado de los evangelios apócrifos), que no golpea a Cristo y está perturbado por su Pasión.
En la película de 2005 Constantine, dirigida por Francis Lawrence y protagonizada por Keanu Reeves y Rachel Weisz, el Arcángel Gabriel trata de entregar el mundo a Mammon, el hijo de Lucifer, utilizando para ello la lanza de Longinos o lanza del destino.
En la efímera serie Roar, interpretada por Heath Ledger, Longinus es el nombre de un mago, que es también conocido por ser el romano que hirió a Cristo en la cruz, quien es condenado a vagar por la tierra, incapaz de morir hasta que encuentre la Lanza del Destino, oculta en algún lugar de Irlanda.
En la serie de anime japonés de 1997 Evangelion se hace referencia a la Lanza de Longinus. En la trama la misma es la encargada de traspasar la unidad mecha del Eva 01 pilotada por Shinji Ikari como proceso para la instrumentalización del ser humano, consistente en la sincronización de todas las almas humanas en un único ente materializado. Posteriormente, con el estreno de las OVAs de Rebuild of Evangelion, se vuelve a hacer referencia a la citada Lanza de Longinus; así como a dos nuevas lanzas, no presentes en el anime: las lanzas de Cassius y Gaius  (apareciendo esta última en una única ocasión, al final de Evangelion: 3.0+1.0 Thrice Upon a Time, que cierra la trama tras más de 30 años y siendo precisamente el objeto del citado cierre.
En la serie de videojuegos Castlevania Longinus es el nombre de una lanza que puede ser usada como arma en algunos juegos de la serie.
En el videojuego Far Cry 4 hay un personaje llamado Longinus quien es un hombre religioso y traficante de armas.
Dentro de la celebración de la Semana Santa en Zamora (declarada de Interés Turístico Internacional), en la procesión de la Real Cofradía Del Santo Entierro, procesiona un paso denominado "La Lanzada", que hace referencia a este momento de la Pasión de Cristo y en el que está incluida la figura de Longinos en el momento de atravesar con su lanza a Cristo. En Cuenca, cuya Pasión es igualmente de Interés Turístico Internacional, también existe un paso denominado 'La Lanzada' en el que está representado Longinos a lomo de un caballo. Es obra del imaginero Leonardo Martínez Bueno, pertenece a la hermandad del Santísimo Cristo de la Luz (o de los Espejos) y desfila cada Viernes Santo en la procesión 'En El Calvario'.